# Carlos Escribano
Carlos Manuel Escribano Subías (Carballo, 15 de agosto de 1964) es un sacerdote católico español, arzobispo de Zaragoza desde 2020. Fue obispo de Teruel y Albarracín (2010-2016) y obispo de Calahorra y La Calzada-Logroño (2016-2020).

## Biografía

### Primeros años y formación
Hijo de padres aragoneses. Nació en Carballo, provincia de La Coruña, porque su padre estaba destinado allí. Poco después de nacer, su familia se trasladó a vivir a Monzón, provincia de Huesca, donde pasó su infancia. 
Estudió Ciencias Empresariales en la Universidad de Zaragoza.[cita requerida] Más adelante, entró en el Seminario Mayor de Lérida, estudió Teología en la Universidad de Navarra en Pamplona y fue enviado a Roma para completar sus estudios, donde obtuvo la licenciatura en Teología Moral por la Universidad Pontificia Gregoriana (1994-1996).

### Sacerdocio
Su ordenación sacerdotal fue el 14 de julio de 1996, incardinándose en la archidiócesis de Zaragoza.
Fue vicario parroquial de la Basílica de Santa Engracia de Zaragoza (1996-2000), y párroco del Sagrado Corazón, en Zaragoza (2000-2008). Durante este tiempo, fue patrono de la Fundación de la Universidad San Jorge (2006-2008), y consiliario del Movimiento Familiar Cristiano (2003-2010).
También ejerció como vicario episcopal del Sector Centro, y profesor del “Centro Regional de Estudios Teológicos de Aragón” (2005-2010). Además, de ser profesor del “Centro Regional de Estudios Teológicos de Aragón” (2005-2010). Fungió como consiliario de la Delegación Episcopal de Familia y Vida (2006-2010), y de la Asociación Católica de Propagandistas en Zaragoza (2007-2010).
Fue Párroco de la Basílica de Santa Engracia de Zaragoza y patrono de la Fundación San Valero (2008-2010).

## Episcopado

### Obispo de Teruel y Albarracín

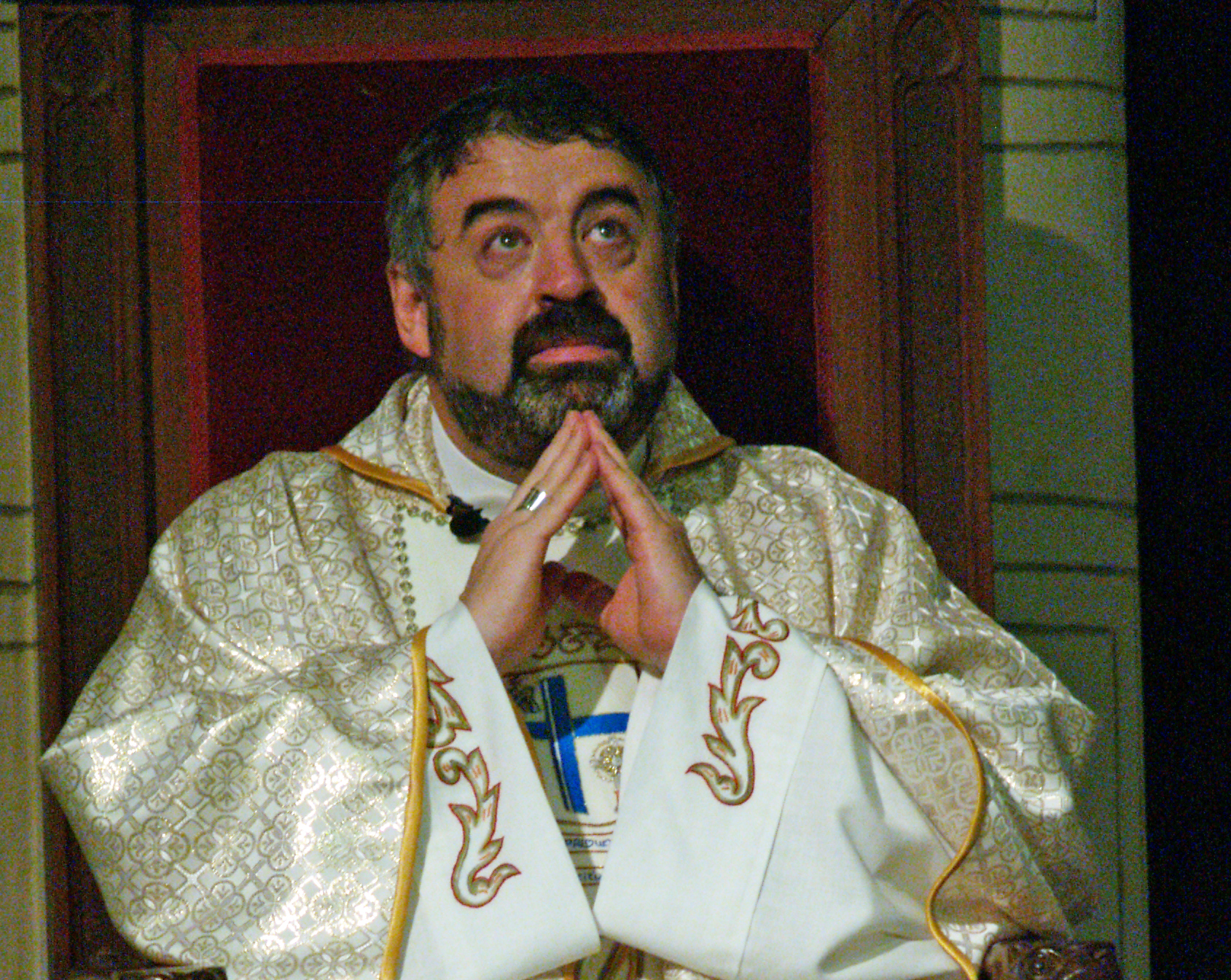
Carlos Escribano en su consagración episcopal (2010).

El 20 de julio de 2010 el papa Benedicto XVI lo nombró obispo de Teruel y Albarracín. Recibió la ordenación episcopal en la catedral de Teruel el día 26 de septiembre de 2010 por el cardenal Antonio María Rouco Varela, acompañado del nuncio Renzo Fratini y del arzobispo emérito de Zaragoza, Elías Yanes Álvarez.
Durante este tiempo, en la CEE, fue consiliario nacional de Manos Unidas (2010-2023), y de la Acción Católica Española (2011-2018). También, miembro de la Comisión de Pastoral Social (2011-2014).

### Obispo de Calahorra y La Calzada-Logroño
El 13 de mayo de 2016, fue nombrado obispo de Calahorra y La Calzada-Logroño por el papa Francisco, sede de la que tomó posesión el 25 de junio, durante una ceremonia en la Catedral de Calahorra.
Durante su período, fue responsable del Departamento de Pastoral de Juventud, en la Comisión de Apostolado Seglar (2017-2020), y miembro de la Subcomisión para la Familia y la Defensa de la Vida, en la CEE (2010-2017).
Fue representante de la CEE en la XV Asamblea General Ordinaria del Sínodo de los obispos, celebrada en octubre de 2018.

### Arzobispo de Zaragoza
El 6 de octubre de 2020, fue nombrado arzobispo de Zaragoza, tomando posesión de la sede el 21 de noviembre siguiente, durante una ceremonia en la Catedral Basílica del Pilar. Por ello, también asumió como gran canciller de la Universidad San Jorge.
El  29 de junio de 2021, en una ceremonia en la Basílica de San Pedro, recibió el palio arzobispal de manos del papa Francisco. El 26 de septiembre del mismo año, en una ceremonia en la Basílica del Pilar, recibió la imposición del palio arzobispal de manos del arzobispo Bernardito Auza.
En la Conferencia Episcopal Española (CEE), es presidente de la Comisión episcopal para los Laicos, Familia y Vida desde marzo de 2020, siendo reelegido 2024. También, es miembro de la Comisión Permanente. Desde 2010 fue miembro de la Comisión de Apostolado Seglar. 

## Escudos de armas
|        |
| Obispo |

|           |
| Arzobispo |